# Cheer Down
Cheer Down (englisch sinngemäß für „Fahr (emotional) runter“) ist ein Lied von George Harrison und Tom Petty, das diese 1989 für den Soundtrack des Films Lethal Weapon 2 aufnahmen und das im August 1989 als Single A-Seite ausgekoppelt wurde.

## Hintergrund

Deutsches Logo für Lethal Weapon 2

Die Backingtracks für Cheer Down wurden schon 1987 für das Harrison-Album Cloud Nine aufgenommen, allerdings war der Text noch nicht fertig. In 1988 kam Harrison durch die Aufnahme des ersten Traveling-Wilburys-Album mit Tom Petty in Kontakt, mit dem er dann den Text schrieb.
George Harrison bot ursprünglich Eric Clapton Cheer Down an, der es aber ablehnte, den Titel aufzunehmen. Dann wurde Michael Kamen aufmerksam, der am Soundtrack von Lethal Weapon 2 arbeitete. Der Regisseur des Films, Dick Donner, hörte den Song über Kamen und bat Harrison, ihn aufzunehmen.
George Harrison sagte im Juli 1992 rückblickend über die Entstehung des Liedes: „Es gibt hier einen Song, als Eric das Journeyman-Album gemacht hat, und ich habe diesen Song für ihn geschrieben, aber er hat ihn nicht verwendet. Ich glaube, wir haben es versucht, wir haben einfach den Song durchgespielt, und zu der Zeit arbeitete er mit Michael Kamen zusammen, um die Musik zu Lethal Weapon 2 zu machen, und der Regisseur Dick Donner hörte diesen Song und wollte ihn im Film haben. Und Eric wollte es nicht wirklich – er wollte keine Single aus dem Film herausbringen – also fragte mich Dick Donner, ob ich den Song aufnehmen würde, was ich auch tat. Ich habe es ursprünglich für Eric geschrieben, und Tom Petty hat mir geholfen, den Text dazu zu schreiben. Es heißt "Cheer Down".“
Cheer Down wurde im Abspann von Lethal Weapon 2 gespielt. Die Singleveröffentlichung Cheer Down war die letzte derartige Veröffentlichung von Harrison als Solokünstler zu Lebzeiten.
Textlich ist Cheer Down positiv und ein Liebeslied, in einer Strophe steht: „Es gibt keine Tränen, die man vergießen kann, ich werde dich lieben, stattdessen, will ich dich um mich herum.“
Eine Live-Version, die mit Eric Clapton aufgenommen wurde, wurde 1992 auf Harrisons Album Live In Japan veröffentlicht. Der Auftritt stammte von der Show am 15. Dezember 1991 im Tokyo Dome. Am 6. April 1992 absolvierte Harrison in der Royal Albert Hall in London seinen ersten und letzten Solo-Liveauftritt in Europa, bei einem Konzert zu Gunsten der Natural Law Party, einer kleinen politischen Partei in Großbritannien, spielte er ebenfalls Cheer Down.

## Aufnahme
Die Aufnahmen für Cheer Down fanden endgültig im März 1989 (andere Quellen: Juli 1989) in George Harrisons eigenem Friar Park Studio, Henley on Thames (F.P.S.H.O.T.), Oxfordshire statt. Ausführende Produzenten des Liedes waren Jeff Lynne und George Harrison. Toningenieure waren Phil McDonalds und Richard Dodd.
Besetzung:
- George Harrison: Gesang, E-Gitarre
- Jeff Lynne: Gesang, E-Bass, E-Gitarre, Keyboard
- Richard Tandy: Klavier
- Ian Paice: Schlagzeug
- Ray Cooper: Perkussion

## Musikvideo
Erst am 15. August 2014 wurde ein Musikvideo für Cheer Down veröffentlicht. Hierbei handelt es sich um eine Liveversion, die während der Japan-Tournee im Dezember 1991 aufgenommen wurde.

## Veröffentlichung
- Am 8. August 1989 wurde das Soundtrackalbum Lethal Weapon 2 (Original Motion Picture Soundtrack) veröffentlicht, der erste Titel des Albums ist Cheer Down.[3]
- Am 22. August 1989 erschien in den USA die Singlevorabauskopplung Cheer Down / That’s What It Takes,[4] Deutschland und Großbritannien folgte am 27. November 1989 mit der Single Cheer Down / Poor Little Girl.[5] In Europa erschien auch die 12″-Vinyl-Maxisingle[6] und 3″-CD[7] Cheer Down / Poor little Girl / Crackerbox Palace.
- Am 17. Oktober 1989 wurde in den USA und am 23. Oktober 1989 in Großbritannien das Album Best of Dark Horse 1976–1989 veröffentlicht, auf dem sich Cheer Down befindet.
- Eine Liveversion s des Songs befindet sich auf der Doppel-CD Live in Japan, die George Harrison am 13. Juli 1992 veröffentlichte.
- Am 12. Juni 2009 erschien das Harrison Kompilationsalbum Let It Roll: Songs by George Harrison auf dem sich ebenfalls Cheer Down befindet.

## Coverversionen
Es gibt mindestens sechs Coverversionen von Cheer Down.